# Beau Starr
Pour les articles homonymes, voir Starr.
Beau Starr est un acteur américain, né le 1er septembre 1944 à New York (États-Unis).

## Filmographie
- 1980 : Bizarre : Various Characters
- 1982 : La Folie aux trousses : Cop Passenger
- 1983 : K 2000 : Jacques Charon
- 1984 : Hôpital St. Elsewhere : Chuck DeMita
- 1984 : Capitaine Furillo : Joey
- 1984 : Mike Hammer : Al
- 1985 : V : Hostage Guard
- 1985 : Les Enquêtes de Remington Steele : Pops
- 1985 : Fletch aux trousses (Fletch) de Michael Ritchie : Willy
- 1985 : Délit de fuite : Lt. Sturgis
- 1985 : L'Agence tous risques : Starger / Bull McEwan / Swain
- 1986 : MacGyver : Agent Lem
- 1986 : Le juge et le pilote : Jensen / Scully
- 1986 : L'Homme qui tombe à pic : Eddie Decatur / Henchman
- 1986 : Clair de lune : Detective
- 1986 : À la poursuite de Claude Dallas : Ed Pogue
- 1987 : Les deux font la paire : Ron Trask
- 1987 : Ohara : Castle
- 1987 : Le Chevalier lumière : Frank Gambpell
- 1987 : Prof d'enfer pour un été : Mr Gremp
- 1988 : Tribunal de nuit : Sheldon
- 1988 : Santa Barbara : Caleb Garver
- 1988 : Les Routes du paradis : Vince Diller
- 1988 : Halloween 4 : Ben Meeker
- 1988 : Matlock : Chuck, the Mechanic
- 1989 : TV 101 : Mr. Bender
- 1989 : Halloween 5 : Ben Meeker
- 1989 : Né un quatre juillet :
- 1990 : Duo d'enfer : Man
- 1990 : Les Affranchis : le père d'Henry
- 1990 : Rick Hunter : Jake Janowitz
- 1991 : Perry Mason - L'affaire des ambitions perdues : Dave Franco
- 1992: Perry Mason - L'affaire du mariage compromis ( The case of the heartbroken bride) : un agent de surveillance.
- 1994 : Speed : Le commissaire
- 1994 : Un tandem de choc (Due South) : Lt. Harding Welsh / Harding Welsh
- 2001 : Sydney Fox l'aventurière : Moore
- 2002 : Men with Brooms
- 2013 : Enquêteur malgré lui : Mikey